# Forêts sèches d'Indochine
Les forêts sèches d'Indochine forment une région écologique identifiée par le Fonds mondial pour la nature (WWF) comme faisant partie de la liste « Global 200 », c'est-à-dire considérée comme exceptionnelle au niveau biologique et prioritaire en matière de conservation. Elle regroupe deux écorégions terrestres du Sud-Est asiatique :
- les forêts sèches de l'Indochine centrale
- les forêts sèches sempervirentes du Sud-Est de l'Indochine